# لیونل زوما
لیونل زوما (انگلیسی: Lionel Zouma؛ زادهٔ ۱۰ سپتامبر ۱۹۹۳) بازیکن فوتبال اهل فرانسه است.
از باشگاه‌هایی که در آن بازی کرده‌است می‌توان به باشگاه فوتبال آستراس تریپولی و باشگاه فوتبال سوشو اشاره کرد.
وی همچنین در تیم‌های ملی فوتبال زیر ۱۹ سال فرانسه و جمهوری آفریقای مرکزی بازی کرده‌است.